# Nizámi
Nizámi, (Nizami Ganjavi), teljes nevén Abu Mohammed bin Juszuf Nizám ed-din (1141 – 1209. március 12.) középkori perzsa költő. Nizami Ganjavi 12. századi századi muszlim költő volt. Nizamit a régi perzsa irodalom legnagyobb epikus költőjének tartják, aki a perzsa irodalomba köznyelvi és realista stílust hozott. Költészeti örökségét igen nagyra értékelik Afganisztánban, Azerbajdzsánban, Iránban, a Kurdisztánban és Tádzsikisztánban.

## Élete és művei
Nizámi Gendzsében született. A szeldzsukok udvarában szolgált udvari költőként. Verseskötete (divánja) mintegy 20.000 verssorból áll. Ezen kívül 5 nagyobb epikus költeményt szerzett. Ezeket „Öt kincs”-nek nevezték később. Öt önálló elbeszélő költeménye a világirodalom szerves része. 
- A perzsa irodalom remekei.[1]

Az Öt kincs részei:
- Makhzan ul-Eszrár ('A titkok tára'), vallásos költemény[1]
- Khoszrev u Sirip, II. Huszrau szászánida király és a szép Sirin szerelmének története[1]
- Medzsnun u Leila, amely Medzsnun és Leilának keleten példaszerűvé vált szerelmét tárgyalja[1]
- Heft pejker ('A hét alak'), hét verses novella, amelyet V. Bahrám szászánida király hét kedvese beszél el[1]
- Iszkender Námeh ('Nagy Sándor könyve'), amely két részre oszlik: egy epikus és egy didaktikus műre[1]